# Mare Cognitum

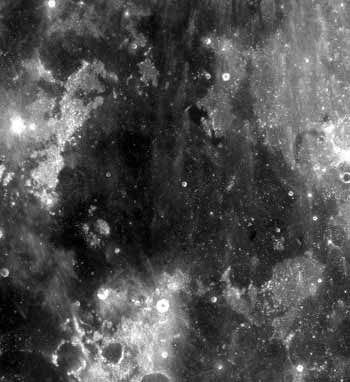
Mare Cognitum visto do espaço.

Mare Cognitum (Latim: "mar que se tornou conhecido") é um ' mare' localizado numa bacia ou numa grande cratera situada na região chamada de Oceanus Procellarum, na Lua.
O 'mare' se limita a noroeste com a cadeia de montanhas Montes Riphaeus, que faz parte da borda da cratera escavada ou bacia onde ele se encontra. Ele é assim chamado por ser um local onde diversas sondas espaciais lançadas à Lua ali alunissaram (Ranger 7, Surveyor 3) e foi o local de pouso da Apollo 12.
Fra Mauro, a área de pouso da missão Apollo 14, fica nas proximidades do Mare Cognitum.